# Alois Rhiel

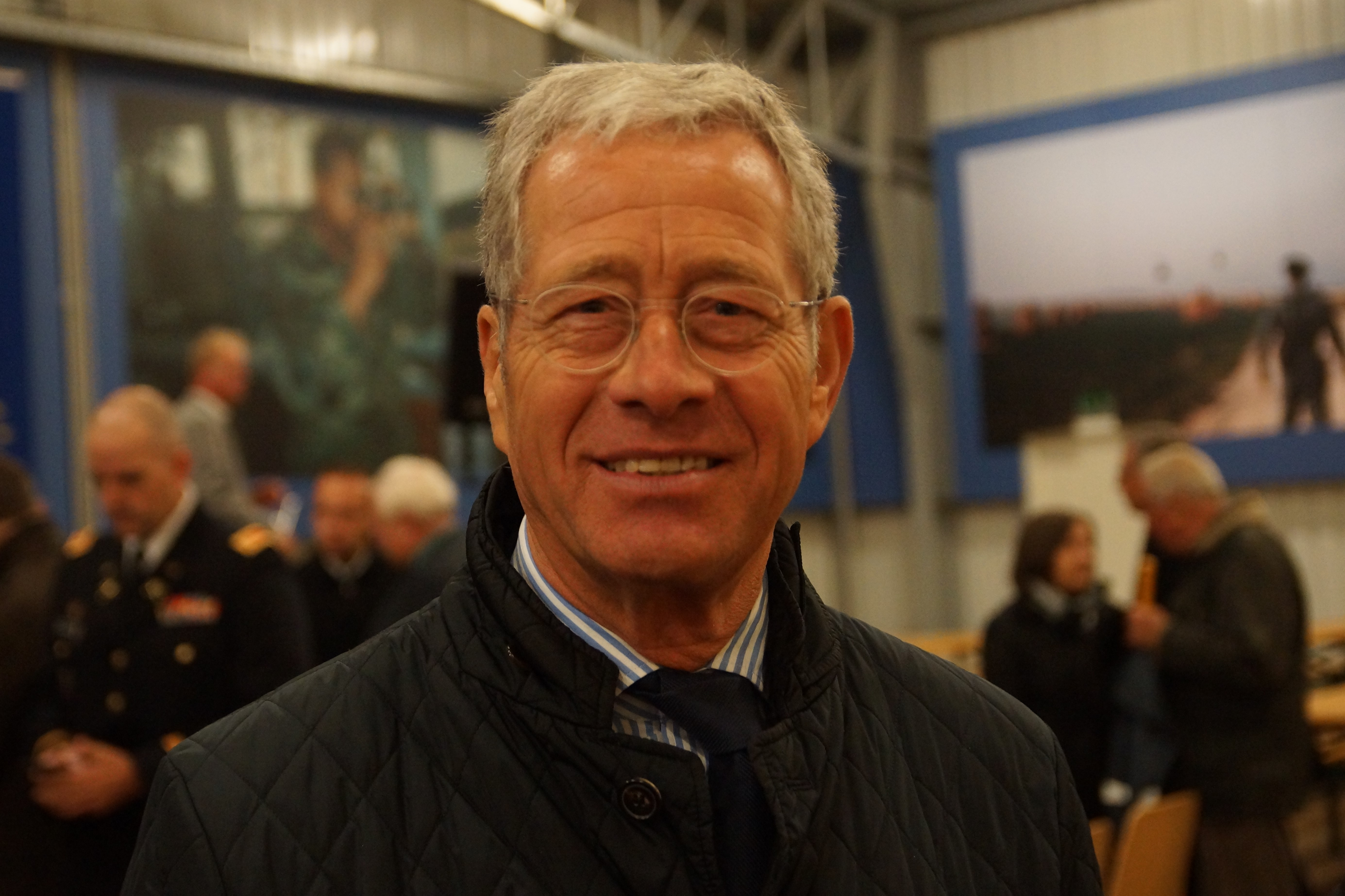
Alois Rhiel (2018)

Alois Rhiel (* 6. Oktober 1950 in Ginseldorf) ist ein deutscher  Politiker (CDU) und war von 1998 bis 2003 Oberbürgermeister von Fulda sowie von 2003 bis 2009 Minister für Wirtschaft, Verkehr und Landesentwicklung des Landes Hessen.

## Leben und Beruf
Nach dem Abitur an der Stiftsschule St. Johann in Amöneburg 1969 und Ableistung des Wehrdienstes studierte Alois Rhiel ab 1970 Volkswirtschaftslehre an der Philipps-Universität Marburg und schloss nach zwölf Semestern 1976 mit dem Grad des Diplom-Volkswirtes ab. Danach war er als wissenschaftlicher Mitarbeiter an der Universität Marburg tätig. Von 1979 bis 1982 war er wissenschaftlicher Referent in der Kämmerei der Stadt Frankfurt am Main und persönlicher Mitarbeiter des Stadtkämmerers. Er promovierte 1981 zum Dr. rer. pol. im Fachbereich Wirtschaftswissenschaften an der Universität Marburg. Der Titel seiner Dissertation lautet: „Kommunalwirtschaft und Wirtschaftsordnung“.
In den Jahren 1983 und 1984 arbeitete er als Vertriebsleiter der Marburger Tapetenfabrik (500 Beschäftigte). Von 1991 bis 1998 war er stellvertretender Vorsitzender des Vorstands der Tegut-Lebensmittelgruppe in Fulda.
Von Mai 2009 bis Ende 2015 war Rhiel Geschäftsführer der OFB Projektentwicklung, einer Tochter der Landesbank Hessen-Thüringen (Helaba).
Alois Rhiel ist römisch-katholisch, verheiratet und hat zwei Kinder.

## Öffentliche Ämter
Von 1984 bis 1989 war Rhiel Bürgermeister in Fulda und von 1989 bis 1991 Regierungspräsident in Gießen. 1998 kandidierte er in der Direktwahl für das Amt des Fuldaer Oberbürgermeisters für die CDU und wurde mit einem Stimmenanteil von 64,97 % gewählt. Er übte das Amt bis 2003 aus. In seiner Zeit als Oberbürgermeister in Fulda zählte zu seinen großen Vorhaben die Privatisierung der kommunalen Parkhäuser und ihr Verkauf an den niederländischen Konzern Q-Park.
Ab 2003 war Rhiel Minister für Wirtschaft, Verkehr und Landesentwicklung in der Hessischen Landesregierung. Nach der Landtagswahl in Hessen 2009 und der Neuauflage der schwarz-gelben Koalition unter Roland Koch schied Rhiel aus der Hessischen Landesregierung aus.

## Positionen
Rhiel trat als Minister für eine konsequente Marktregulierung zur Aufrechterhaltung von Wettbewerb ein, insbesondere in der Energiewirtschaft und der Telekommunikation. Aus diesem Grund sprach er sich z. B. für eine Trennung von Netz und Betrieb bei einem Börsengang der Deutschen Bahn AG aus, sowie für die Abschaffung des Postmonopols. Er zählt zu den Befürwortern eines Ausbaus des Frankfurter Flughafens sowie der ICE-Neubaustrecke Rhein/Main–Rhein/Neckar von Frankfurt am Main nach Mannheim.

## Weitere Tätigkeiten
Rhiel ist seit 1992 Mitglied im Landesvorstand der CDU Hessen. Er ist stellvertretender Vorsitzender des CDU-Bundesfachausschusses „Wirtschafts-, Haushalts- und Finanzpolitik“ seit dessen Gründung im Mai 2008.
Von 2006 bis 2008 war Rhiel Vorsitzender des Eisenbahninfrastrukturbeirats bei der Bundesnetzagentur. Er war Präsidiumsmitglied des Hessischen Städtetages und Mitglied in verschiedenen Gremien des Deutschen Städtetages.
Rhiel ist Präsidiumsmitglied der Deutschen Gartenbaugesellschaft. Im Oktober 2007 legte er wegen der Einladung von Eva Herman als Gastrednerin das Amt des Schirmherrn für den 7. Kongress Freude am Glauben des Forums Deutscher Katholiken nieder.